# エールディヴィジ2009-2010 (男子サッカー)
エールディヴィジ (男子サッカー)2009-2010は、オランダ男子最上位サッカーリーグの第121シーズン目である。FCトゥヴェンテが初優勝を決め、1回目のオランダサッカー王者となった。

## 概要

### プレーオフ
今シーズンは昨季よりも早く始まった。UEFAコンペティションに出場する6クラブのうち、5クラブが予備選から出場することに加え、オランダ代表が出場する2010 FIFAワールドカップなど、日程に余裕がなかった為である。最初のゲームは2009年7月31日に行われ、2010年5月2日に終了した。開幕前の2009年5月、プレーオフの方式を若干修正することが決定された。またKNVBベーケル2009-2010の決勝も、2009年4月25日アムステルダム開催のファーストレグ、5月6日ロッテルダム開催のセカンドレグと、リーグ開催期間中の閉幕であった。ちなみにアヤックスが2戦全勝し、18回目のカップ制覇を決めている。

### 金融危機の影響
2010年12月17日のKNVBの報告書によると、世界的な金融・経済危機により、昨季エールディヴィジのクラブは総額71.8百万ユーロの損失を計上した。そのうち、純損失は31百万ユーロ。経済情勢の悪化は移籍市場を冷え込ませ、動いた金額は100百ユーロから66百万ユーロにまで落ち込んだ。支出を計算に入れると、赤字のクラブも出てくる。だがファン・サポーターの消費状況にはほとんど影響がなかったようで、高額なチケット価格にもかかわらず完売率は高く、シーズンチケット売り上げ数も危機前と殆ど変わらなかった。スポンサー収入は2％ダウンで、総額193.2百万ユーロ減少。深刻な落ち込みを経験した欧州サッカー界だが、底を打って回復に転じ、今季は支出が1.5％アップして、468.3百万ユーロへと増加した。
エールディヴィジ所属の18クラブは、オランダサッカー協会、プロサッカー選手気見合いなどとともに、2010年2月11日に「健全経営政策」(gezonder financieel beleid)を発表した。短期的にもっと余剰資本を増やし、利害関係者が人件費その他の事に目を向けられるようにすることが、狙いである。
経済情勢を反映して、冬の移籍市場は静かなものとなった。2010年1月4日からから2月1日までの期間中、KNVBに記録された移籍者は95人で、昨年の153人から大幅に減少した。

## 出場クラブ
- 昨季の降格：FCフォレンダム[6]、デ・フラーフスハップ[7]
- 今季の昇格：VVVフェンロ (自動[8])、RKCヴァールヴェイク (プレーオフ[7])

| クラブ                 | ホームタウン       | スタジアム                           | 収容人数 | 予算       | 監督 |
| ---------------------- | ------------------ | ------------------------------------ | -------- | ---------- | --- |
| ADOデン・ハーグ        | デン・ハーグ       | ADOデン・ハーグ・スタディオン        | 15.000   | 15.000.000 | マウリース・ステイン 代行 (ライモント・アッテフェルト 解任)                                              |
| AFCアヤックス          | アムステルダム     | アムステルダム・アレナ               | 51.715   | 65.000.000 | マルティン・ヨル                                                                                         |
| AZ                     | アルクマール       | AZスタディオン                       | 17.023   | 40.000.000 | ディック・アドフォカート 代行 (ロナルト・クーマン (解任)                                                 |
| Feyenoord              | ロッテルダム       | スターディオン・フェイエノールト     | 51.137   | 38.000.000 | マリオ・ベーン                                                                                           |
| FCフローニンヘン       | フローニンヘン     | エーローボルフ                       | 22.550   | 17.000.000 | ロン・ヤンス                                                                                             |
| SCヘーレンフェーン     | ヘーレンフェーン   | アベ・レンストラ・スターディオン     | 26.100   | 29.800.000 | ヤン・エーフェルセ 代行 (トロン・ソリード 解任) (ヤン・デ・ヨンヘ 辞任)                                  |
| ヘラクレス・アルメロ   | アルメロ           | ポルマン・スターディオン             | 8.500    | 8.500.000  | ヘルトヤン・フェルベーク                                                                                 |
| NACブレダー            | ブレダー           | ラット・フェルレーフ・スターディオン | 17.064   | 13.500.000 | ロベルト・マースカント                                                                                   |
| N.E.C.                 | ネイメーヘン       | McDOSホッフェルトスターディオン      | 12.500   | 12.700.000 | ヴィリャン・フルート (ドワイト・ローデヴェーヘス 辞任)                                                   |
| PSV                    | アイントホーフェン | フィリップス・スターディオン         | 35.000   | 59.000.000 | フレット・ルッテン                                                                                       |
| RKCヴァールヴェイク    | ヴァールヴェイク   | マンデマーケルス・スターディオン     | 7.508    | 6.200.000  | ルート・ブロート                                                                                         |
| ローダJCケルクラーデ   | ケルクラーデ       | パルクスタート・リンブルフ           | 19.979   | 12.500.000 | ハルム・ヴァン・ヴェルトホーヴェン                                                                       |
| スパルタ・ロッテルダム | ロッテルダム       | ヘト・カスティール                   | 11.000   | 10.500.000 | ア・デモス ( フランス・アデラール 解任)                                                                  |
| FCトゥヴェンテ         | エンスヘーデ       | デ・フロールス・フェステ             | 24.200   | 32.700.000 | スティーヴ・マクラーレン                                                                                 |
| FCユトレヒト           | ユトレヒト         | ハルヘンヴァールト                   | 24.426   | 16.500.000 | トン・デュ・シャンティニエ                                                                               |
| SBVフィテッセ          | アルネム           | ヘルレドーム                         | 25.000   | 14.000.000 | テオ・ボス                                                                                               |
| VVVフェンロー          | フェンロー         | デ・クール                           | 8.000    | 7.000.000  | ヤン・ファン・デイク                                                                                     |
| ヴィレムII             | ティルブルフ       | コーニン・ヴィレムII・スターディオン | 14.500   | 12.000.000 | テオ・デ・ヨン (アルノ・ペイペルス 辞任) (マルク・スヘーニン 代行) (アルフォンス・フルーネンデイク 解任) |

## 順位表
| 順 | チーム                     | 試 | 勝 | 分 | 敗 | 得  | 失 | 差  | 点 | 出場権または降格                          |
| -- | -------------------------- | -- | -- | -- | -- | --- | -- | --- | -- | ----------------------------------------- |
| 1  | FCトゥヴェンテ (C)         | 34 | 27 | 5  | 2  | 63  | 23 | +40 | 86 | CLGS出場                                  |
| 2  | AFCアヤックス              | 34 | 27 | 4  | 3  | 106 | 20 | +86 | 85 | CL3出場                                   |
| 3  | PSV                        | 34 | 23 | 9  | 2  | 72  | 29 | +43 | 78 | ELPR出場                                  |
| 4  | Feyenoord                  | 34 | 17 | 12 | 5  | 54  | 31 | +23 | 63 | ELPR出場                                  |
| 5  | AZ                         | 34 | 19 | 5  | 10 | 64  | 34 | +30 | 62 | EL3出場                                   |
| 6  | ヘラクレス・アルメロ       | 34 | 17 | 5  | 12 | 54  | 49 | +5  | 56 | ECプレーオフ出場                          |
| 7  | FCユトレヒト (O)           | 34 | 14 | 11 | 9  | 39  | 33 | +6  | 53 | ECプレーオフ出場                          |
| 8  | FCフローニンヘン           | 34 | 14 | 7  | 13 | 48  | 47 | +1  | 49 | ECプレーオフ出場                          |
| 9  | ローダJCケルクラーデ       | 34 | 14 | 5  | 15 | 56  | 60 | −4  | 47 | ECプレーオフ出場                          |
| 10 | NACブレダー                | 34 | 12 | 10 | 12 | 42  | 49 | −7  | 46 |                                           |
| 11 | SCヘーレンフェーン         | 34 | 11 | 4  | 19 | 44  | 64 | −20 | 37 |                                           |
| 12 | VVVフェンロー              | 34 | 8  | 11 | 15 | 43  | 57 | −14 | 35 |                                           |
| 13 | N.E.C.                     | 34 | 8  | 9  | 17 | 35  | 59 | −24 | 33 |                                           |
| 14 | SBVフィテッセ              | 34 | 8  | 8  | 18 | 38  | 62 | −24 | 32 |                                           |
| 15 | ADOデン・ハーグ            | 34 | 7  | 9  | 18 | 38  | 59 | −21 | 30 |                                           |
| 16 | スパルタ・ロッテルダム (R) | 34 | 6  | 8  | 20 | 30  | 66 | −36 | 26 | 昇降格プレーオフ出場                      |
| 17 | ヴィレムII (O)             | 34 | 7  | 2  | 25 | 36  | 70 | −34 | 23 | 昇降格プレーオフ出場                      |
| 18 | RKCヴァールヴェイク (R)    | 34 | 5  | 0  | 29 | 30  | 80 | −50 | 15 | エールステ・ディヴィジ2010–2011に自動降格 |

## UEFAコンペティション・プレーオフ
2010年のオランダサッカーのプレーオフを参照。

## 昇降格プレーオフ
2010年のオランダサッカーのプレーオフを参照。

## プレーオフ終了後の順位表
| #   | クラブ                 | 備考                                                                     |
| --- | ---------------------- | ------------------------------------------------------------------------ |
| 1.  | FCトゥヴェンテ         | レギュラーシーズンと同じ                                                 |
| 2.  | アヤックス             | レギュラーシーズンと同じ                                                 |
| 3.  | PSV                    | レギュラーシーズンと同じ                                                 |
| 4.  | Feyenoord              | レギュラーシーズンと同じ                                                 |
| 5.  | AZ                     | レギュラーシーズンと同じ                                                 |
| 6.  | FCユトレヒト           | ELプレーオフ勝者                                                         |
| 7.  | ローダJC               | ELプレーオフ決勝戦敗北                                                   |
| 8.  | ヘラクレス・アルメロ   | ELプレーオフ一回戦敗退、レギュラーシーズンでFCフローニンヘンより上位     |
| 9.  | FCフローニンヘン       | ELプレーオフ一回戦敗退、レギュラーシーズンでヘラクレス・アルメロより下位 |
| 10. | NACブレダー            | レギュラーシーズンと同じ                                                 |
| 11. | SCヘーレンフェーン     | レギュラーシーズンと同じ                                                 |
| 12. | VVVフェンロー          | レギュラーシーズンと同じ                                                 |
| 13. | N.E.C.                 | レギュラーシーズンと同じ                                                 |
| 14. | フィテッセ             | レギュラーシーズンと同じ                                                 |
| 15. | ADOデン・ハーグ        | レギュラーシーズンと同じ                                                 |
| 16. | ヴィレムII             | 昇降格プレーオフで残留                                                   |
| 17. | スパルタ・ロッテルダム | 昇降格プレーオフで降格                                                   |
| 18. | RKCヴァールヴェイク    | レギュラーシーズンと同じ                                                 |

## データ

### 得点ランキング
| 順位 | 選手名                             | クラブ               | 得点 | PK |
| ---- | ---------------------------------- | -------------------- | ---- | -- |
| 1.   | ルイス・スアレス・ディアス         | AFCアヤックス        | 35   | 8  |
| 2.   | ブライアン・ルイス                 | FCトゥヴェンテ       | 24   | 2  |
| 3.   | マッス・ユンカ                     | ローダJC             | 21   | 0  |
| 4.   | ムニル・エル・ハムダウィ           | AZ                   | 20   | 1  |
| 5.   | マルコ・パンテリッチ               | AFCアヤックス        | 16   | 0  |
| 6.   | バス・ドスト                       | ヘラクレス・アルメロ | 14   | 0  |
|      | ジュジャーク・バラージュ           | PSV                  | 14   | 1  |
|      | エヴェルトン・ハモス・ダ・シウヴァ | ヘラクレス・アルメロ | 14   | 0  |
| 9.   | ティム・マタヴジュ                 | FCフローニンヘン     | 13   | 0  |
|      | オーラ・トイヴォネン               | PSV                  | 13   | 0  |

### レギュラーシーズンのフル出場選手
| 名前                               | クラブ     | 出場試合数 | 出場分数 | 交代イン | 交代アウト |
| ---------------------------------- | ---------- | ---------- | -------- | -------- | ---------- |
| グレゴリー・ファン・デル・ヴィール | アヤックス | 34         | 3.060    | 0        | 0          |
| アンドリーアス・イーサクソン       | PSV        | 34         | 3.060    | 0        | 0          |
| イェレ・テン・ラウエラール         | NAC        | 34         | 3.060    | 0        | 0          |

## 備考
- 新監督で開幕を迎えたクラブ：FCフローニンヘン、SCヘーレンフェーン、NACブレダー、RKCヴァールヴェイク、FCトゥヴェンテ、VVVフェンロ
- 最速で解任されたのCヘーレンフェーンのトロン・ソリード（ノルウェー語版）監督である。公式発表によれば「クラブと監督の文化的差異」が原因とのこと[11]。またヘーレンフェーン経営陣にとっては、5試合でわずか勝ち点4という成績不振により、当然の解任であった。ちなみにソリード監督は、昨季カップ戦優勝という成績を残している。ソリードの後任ヤン・デ・ヨンヘ監督もチームの成績を上向かせることはできず、2010年2月3日に辞任、育成部門指導者に復帰した。元PECズヴォレ監督のヤン・エーフェルセ（オランダ語版）が後任に就き、残りのシーズンを指揮した。